# ING3
ING3 (англ. Inhibitor of growth family member 3) – білок, який кодується однойменним геном, розташованим у людей на короткому плечі 7-ї хромосоми. Довжина поліпептидного ланцюга білка становить 418 амінокислот, а молекулярна маса — 46 743.
| 10         |  | 20         |  | 30         |  | 40         |  | 50         |
| ---------- |  | ---------- |  | ---------- |  | ---------- |  | ---------- |
| MLYLEDYLEM |  | IEQLPMDLRD |  | RFTEMREMDL |  | QVQNAMDQLE |  | QRVSEFFMNA |
| KKNKPEWREE |  | QMASIKKDYY |  | KALEDADEKV |  | QLANQIYDLV |  | DRHLRKLDQE |
| LAKFKMELEA |  | DNAGITEILE |  | RRSLELDTPS |  | QPVNNHHAHS |  | HTPVEKRKYN |
| PTSHHTTTDH |  | IPEKKFKSEA |  | LLSTLTSDAS |  | KENTLGCRNN |  | NSTASSNNAY |
| NVNSSQPLGS |  | YNIGSLSSGT |  | GAGAITMAAA |  | QAVQATAQMK |  | EGRRTSSLKA |
| SYEAFKNNDF |  | QLGKEFSMAR |  | ETVGYSSSSA |  | LMTTLTQNAS |  | SSAADSRSGR |
| KSKNNNKSSS |  | QQSSSSSSSS |  | SLSSCSSSST |  | VVQEISQQTT |  | VVPESDSNSQ |
| VDWTYDPNEP |  | RYCICNQVSY |  | GEMVGCDNQD |  | CPIEWFHYGC |  | VGLTEAPKGK |
| WYCPQCTAAM |  | KRRGSRHK   |  |            |  |            |  |            |

A: Аланін

C: Цистеїн

D: Аспарагінова кислота

E: Глутамінова кислота

F: Фенілаланін

G: Гліцин

H: Гістидин

I: Ізолейцин

K: Лізин

L: Лейцин

M: Метіонін

N: Аспарагін

P: Пролін

Q: Глутамін

R: Аргінін

S: Серин

T: Треонін

V: Валін

W: Триптофан

Кодований геном білок за функцією належить до регуляторів хроматину. 
Задіяний у таких біологічних процесах, як транскрипція, регуляція транскрипції, регуляція росту, ацетилювання, альтернативний сплайсинг. 
Білок має сайт для зв'язування з іонами металів, іоном цинку. 
Локалізований у ядрі.